# ミッドナイト・エクスプレス (映画)
『ミッドナイト・エクスプレス』 (Midnight Express) は、1978年のアメリカ合衆国のドラマ映画。監督はアラン・パーカー、出演はブラッド・デイヴィスとアイリーン・ミラクルなど。
ビリー・ヘイズが自身の実体験を記した同名の著書を原作にしているが、トルコ人の描写など原作に書かれた事実を脚色している点（実際は一人旅だったのが、ガールフレンドと一緒だった事になっていたり、事実に反して、看守に性的暴行を受けそうになって思わず殺害してしまった所、脱獄の顛末など）があり、原作者のヘイズを含め一部から批判された。トルコ側の反発を受け、原作者は謝罪をしている。
タイトルの「深夜特急」とは、「脱獄」を意味する隠語である。
この映画がカンヌ映画祭で上映された後にアメリカとトルコの間で犯罪人引渡し条約が締結された。そのため、しばしばそのきっかけとなった記念碑的作品とされるが、条約締結のための交渉自体は映画の上映以前からすでに行われていた。

## ストーリー
アメリカと中東諸国との関係が緊張状態にあった1970年代。アメリカ人旅行者のビリーはトルコにて麻薬所持・密輸の罪で捕まり、現地の過酷な刑務所への4年間の投獄を宣告される。そして3年後、ビリーは何とか耐え抜いて釈放の日を心待ちにしていたが、裁判のやり直しで刑期が30年に伸びることとなってしまう。
ビリーは刑務所の仲間から、「この刑務所に入ったら、半病人になるか、“深夜特急に乗る＝脱獄する”かだ」と言われ、脱獄を決意する。

## キャスト
| 役名                              | 俳優                   | 日本語吹き替え             | 日本語吹き替え |
| 役名                              | 俳優                   | TBS版                      | Netflix版      |
| --------------------------------- | ---------------------- | -------------------------- | -------------- |
| ビリー・ヘイズ                    | ブラッド・デイヴィス   | 池田秀一                   | 金城大和       |
| スーザン                          | アイリーン・ミラクル   | 幸田直子                   | 渡辺広子       |
| テックス                          | ボー・ホプキンス       | 渡部猛                     |                |
| ジミー・ブース                    | ランディ・クエイド     | 青野武                     |                |
| マックス                          | ジョン・ハート         | 草野大悟                   |                |
| ハミドゥ                          | ポール・L・スミス      | 宮川洋一                   |                |
| リフキー                          | パオロ・ボナチェリ     | 今西正男                   | 駒谷昌男       |
| エリック                          | ノーバート・ウェイサー | 秋元羊介                   |                |
| ウィリアム・ヘイズ （ビリーの父） | マイク・ケリン         | 梶哲也                     | 佐々木睦       |
| スタンリー・ダニエルズ            | マイケル・エンサイン   |                            |                |
| その他                            | N/A                    | 鎗田順吉 千田光男 榊原良子 |                |
|                                   |                        |                            |                |
| 演出                              | 演出                   | 蕨南勝之                   |                |
| 翻訳                              | 翻訳                   | 佐藤一公                   |                |
| 調整                              | 調整                   | 前田仁信                   |                |
| 効果                              | 効果                   | 遠藤堯雄 桜井俊哉          |                |
| 制作                              | 制作                   | 東北新社                   |                |

## 受賞・ノミネート
| 映画賞                       | 部門                    | 候補者                 | 結果       |
| ---------------------------- | ----------------------- | ---------------------- | ---------- |
| アカデミー賞                 | 作品賞                  |                        | ノミネート |
| アカデミー賞                 | 助演男優賞              | ジョン・ハート         | ノミネート |
| アカデミー賞                 | 監督賞                  | アラン・パーカー       | ノミネート |
| アカデミー賞                 | 脚色賞                  | オリバー・ストーン     | 受賞       |
| アカデミー賞                 | 作曲賞                  | ジョルジオ・モロダー   | 受賞       |
| アカデミー賞                 | 編集賞                  | ジェリー・ハンブリング | ノミネート |
| ゴールデングローブ賞         | 作品賞 (ドラマ部門)     |                        | 受賞       |
| ゴールデングローブ賞         | 主演男優賞 (ドラマ部門) | ブラッド・デイヴィス   | ノミネート |
| ゴールデングローブ賞         | 助演男優賞              | ジョン・ハート         | 受賞       |
| ゴールデングローブ賞         | 新人男優賞              | ブラッド・デイヴィス   | 受賞       |
| ゴールデングローブ賞         | 新人女優賞              | アイリーン・ミラクル   | 受賞       |
| ゴールデングローブ賞         | 監督賞                  | アラン・パーカー       | ノミネート |
| ゴールデングローブ賞         | 脚本賞                  | オリバー・ストーン     | 受賞       |
| ゴールデングローブ賞         | 作曲賞                  | ジョルジオ・モロダー   | 受賞       |
| ロサンゼルス映画批評家協会賞 | 音楽賞                  | ジョルジオ・モロダー   | 受賞       |
| カンヌ国際映画祭             | パルム・ドール          | アラン・パーカー       | ノミネート |
| 英国アカデミー賞             | 作品賞                  |                        | ノミネート |
| 英国アカデミー賞             | 助演男優賞              | ジョン・ハート         | 受賞       |
| 英国アカデミー賞             | 監督賞                  | アラン・パーカー       | 受賞       |
| 英国アカデミー賞             | 編集賞                  | ジェリー・ハンブリング | 受賞       |
| 英国アカデミー賞             | 新人賞                  | ブラッド・デイヴィス   | ノミネート |